# راشد منهاس
راشد منهاس (بالأردية: راشد منہاس) NH ضابط طيار باكستاني برتبة ملازم طيار في سلاح الجو الباكستاني. كان منهاس الضابط الوحيد في القوات الجوية الباكستانية الذي حصل على أعلى جائزة شجاعة، نيشان إي حيدر. كما أنه كان أصغر ضابط في الخدمة وأقصر مدة يحصل على هذه الجائزة. خلال مهمة التدريب الروتينية في أغسطس 1971، حاول منهاس السيطرة على طائرة التدريب النفاثة عندما خطفها ضابطه الرئيسي الملازم طيار مطيع الرحمن في محاولة للهروب إلى الهند للانضمام إلى حرب تحرير بنغلاديش، ولكن الطائرة تحطمت بعد ذلك بالقرب من منطقة ثاتا، السند في باكستان.

## سيرة شخصية
ولد راشد منهاس في 17 فبراير 1951 في كراتشي لعائلة راجبوت بنجابية مسلمة من عشيرة منهاس. قضى راشد طفولته المبكرة في كراتشي. في وقت لاحق، انتقلت الأسرة إلى روالبندي. ولاحقاً عادت عائلته إلى كراتشي. كان منهاس مفتونًا بتاريخ الطيران والتكنولوجيا. اعتاد على جمع نماذج مختلفة من الطائرات والنفاثات. كما التحق بمدرسة سانت باتريك الثانوية في كراتشي.
ولد أسلاف راشد منهاس في كيلا شوبا سينغ، البنجاب ثم انتقلوا بعد ذلك إلى كراتشي حيث ولد راشد فيها. كان والده مجيد منهاس، مهندس مدني وخريج من جامعة NED للهندسة والتكنولوجيا في كراتشي، كان يعمل في إدارة أعمال البناء وانتقل لاحقًا إلى لاهور، البنجاب، من أجل مشروع البناء. تلقى تعليمه في لاهور وحصل على القبول في مدرسة سانت ماري التي تديرها بريطانيا في روالبندي عندما وجد والده فرصة عمل. لكن فيما بعد استقروا بشكل دائم في كراتشي.
لقد نجح في اجتياز امتحان كامبريدج المتقدم وتأهل له وكان أداؤه جيدًا أثناء الانتهاء من مؤهلات المستوى O والمستوى A من مدرسة سانت باتريك الثانوية.:181 أراد والده، مجيد منهاس، أن يتبع ابنه راشد خطوته من خلال الالتحاق بجامعة الهندسة ورغب بشدة في أن يحصل ابنه على شهادة في الهندسة بعد الانتهاء من دراسته الثانوية في كراتشي.:182 ضد رغبة والده، دخل راشد في مدرسة القوات الجوية الباكستانية في توبا السفلى في عام 1968، وهي مدرسة الضباط المرشحة لسلاح الجو، وتوجه نحو إكمال تدريبه العسكري في أكاديمية القوات الجوية الباكستانية في عام 1969:182

## الموت

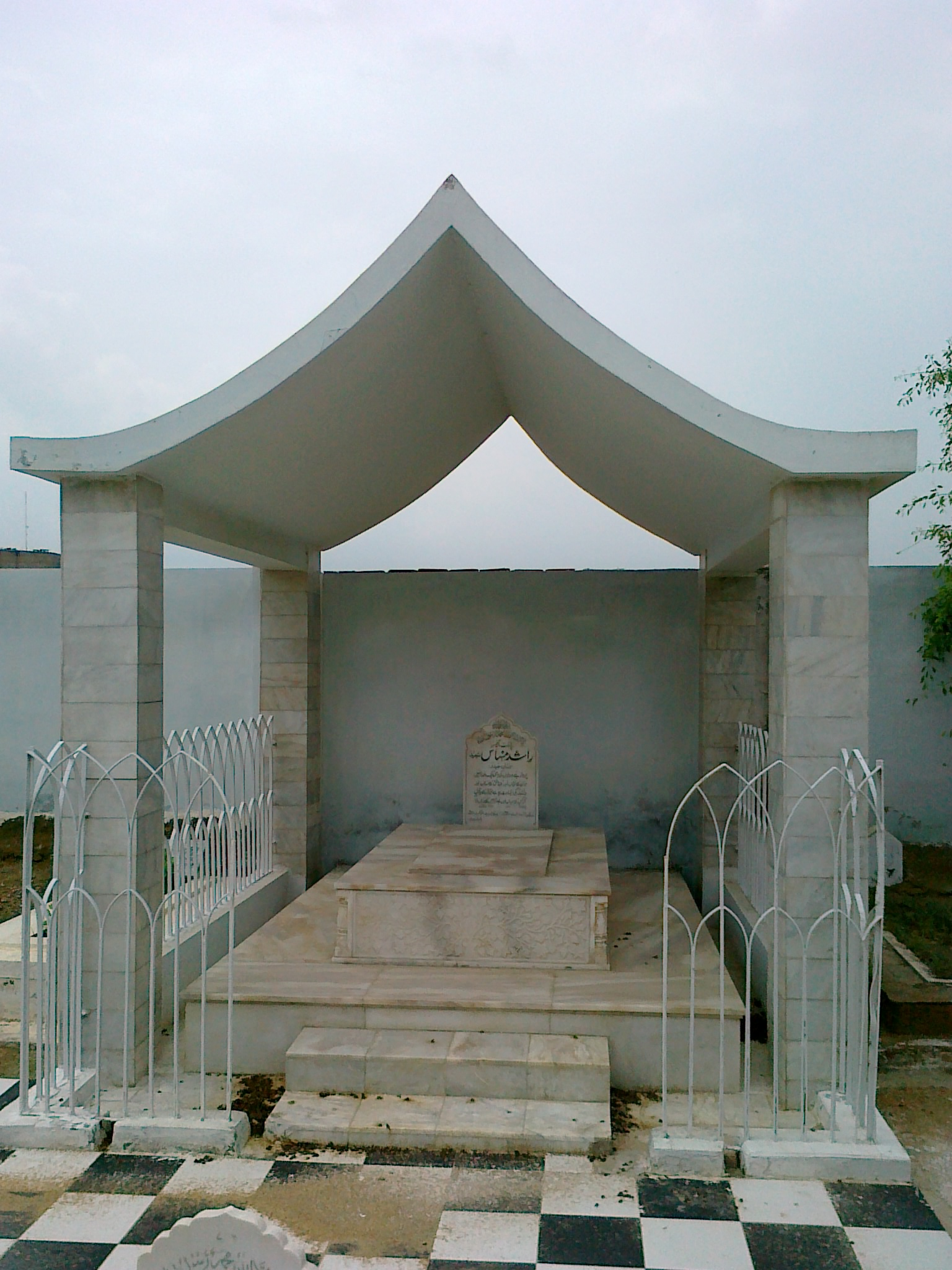
قبر راشد منهاس في كراتشي

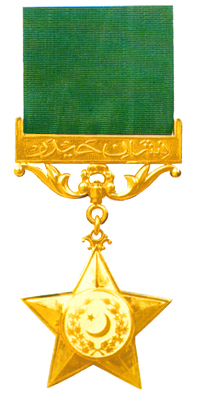
جائزة نيشان حيدر التي مُنحت لراشد منهاس

بعد انضمامه إلى القوة الجوية، تم تكليف منهاس في 13 مارس 1971، في الدورة 51 GD (P). بدأ التدريب ليصبح طيارًا. في 20 أغسطس من ذلك العام، في الساعة التي سبقت الظهر، كان يستعد للإقلاع في طائرة تدريب نفاثة من طراز لوكهيد تي-33 في كراتشي، باكستان. ثاني رحلته الفردية في هذا النوع من الطائرات. كان منهاس يدرج الطائرة (تاكسي) باتجاه المدرج عندما أشار له طيار مدرب بنغالي، ملازم طيار مطيع الرحمن، بالتوقف ثم صعد إلى مقعد المدرب. أقلعت الطائرة واستدار مطيع الرحمن باتجاه الهند.
أجرى منهاس اتصالاً لاسلكيًا بقاعدة القوات الجوية الباكستانية برسالة مفادها أنه يتعرض للاختطاف. طلب المراقب الجوي منه إعادة إرسال رسالته وأكد عملية الاختطاف. أظهرت التحقيقات اللاحقة أن مطيع الرحمن كان ينوي الهروب إلى الهند للانضمام إلى مواطنيه في حرب تحرير بنغلاديش، مع طائرة التدريب. في الجو، كافح منهاس جسديا لانتزاع السيطرة من مطيع الرحمن. حاول كلا الرجلين التغلب على الآخر من خلال أدوات التحكم في الطيران المرتبطة ميكانيكيًا. حوالي 32 ميل (51 كـم) من الحدود الهندية، تحطمت الطائرة بالقرب من ثاتا. قُتل كلا الرجلين.
حصل منهاس بعد وفاته على أعلى وسام عسكري باكستاني، نيشان حيدر، وأصبح أصغر رجل والعضو الوحيد في سلاح الجو الباكستاني الذي يفوز بالجائزة. وبالمثل، تم تكريم مطيع الرحمن من قبل بنغلاديش بأعلى وسام عسكري، بير سريشثو.
يذكر اقتباس منهاس العسكري الباكستاني عن نيشان حيدر أنه «أجبر الطائرة على التحطم» لمنع مطيع الرحمن من أخذ الطائرة إلى الهند. هذه هي النسخة الرسمية والشائعة والمعروفة على نطاق واسع لكيفية وفاة منهاس. ياوار مظهر، كاتب في الاتحاد العسكري الباكستاني، نقل في عام 2004 أنه تحدث إلى النقيب المتقاعد من مجموعة القوات الجوية الباكستانية سيسيل تشودري عن منهاس وأنه تعلم المزيد من التفاصيل غير المعروفة للجمهور بشكل عام. وبحسب مظهر، قاد شودري المهمة الفورية للتحقيق في الحطام وكتابة تقرير الحادث. أخبر شودري مظهر أنه وجد أن الطائرة أصابت الأرض بأنفها أولاً، مما أسفر على الفور عن مقتل منهاس في المقعد الأمامي. ومع ذلك، لم يكن جسد مطيع الرحمن في الطائرة والمظلة مفقودة. فتش شودري المنطقة ورأى جثة مطيع الرحمن على مسافة ما خلف الطائرة، ووجد الجثة مصابة بخدوش شديدة نتيجة اصطدامها بالرمل بزاوية منخفضة وسرعة عالية. اعتقد شودري أن منهاس ربما تخلى عن المظلة على ارتفاع منخفض مما تسبب في رمي مطيع الرحمن من قمرة القيادة لأنه لم يكن مربوطاً بداخله. شعر شودري أن الطائرة كانت قريبة جدًا من الأرض في ذلك الوقت، وبعيدًا عن السيطرة على منهاس لتكون قادرة على منع الاصطدام.

## ميراث
بعد وفاته، تم تكريم منهاس كبطل قومي. في ذكراه، تم تغيير اسم قاعدة القوات الجوية الباكستانية في كامرا إلى قاعدة منهاس للقوات الجوية الباكستانية، والتي غالبًا ما تسمى منهاس كامرا. تم تكريمه في كراتشي بتسمية طريق رئيسي، «طريق راشد منهاس» (بالأردية: شاہراہ راشد منہاس). تم إصدار طابع بريدي من فئة 2 روبية يحمل صورته عن طريق البريد الباكستاني في ديسمبر 2003 ؛ تمت طباعة 500000.

## الجوائز والأوسمة
- نيشان حيدر (NH)

## روابط خارجية
- طيار الضابط راشد منهاس في موقع الجيش الباكستاني

قالب:Nishan-e-Haider
قالب:1971 Indo-Pak War